# Josip Palada
Josip Palada, né le 5 février 1912 à Zagreb et mort dans la même ville le 4 mai 1994, est un joueur de tennis yougoslave, actif des années 1930 aux années 1950.

## Carrière
Josip Palada commence à jouer au tennis à l'âge de 15 ans sur les courts de la faculté de médecine de l'université de Zagreb. Par la suite, il travaille en parallèle comme fonctionnaire d'État.
Joueur au sein de l'équipe Yougoslave de Coupe Davis de 1933 à 1956, il a participé à 39 rencontres et a disputé 74 matchs. Il s'est distingué en faisant partie de l'équipe remportant la finale européenne en 1939.
Multiple champion national en simple comme en double, il s'est imposé dans des championnats internationaux en Inde en 1935, en Afrique du Sud en 1937, en Argentine en 1938 et au Danemark en 1948. Son principal résultat en Grand Chelem est une demi-finale à Roland-Garros en 1938, perdue contre Donald Budge (6-2, 6-3, 6-3).
Après sa carrière, il devient professeur de tennis, puis entraîneur et capitaine de l'équipe de Coupe Davis, ainsi que de l'équipe vainqueur la Coupe du Roi en 1963.

## Palmarès

### Titres en simples
- 1934 : Calcutta, bat Franjo Punčec (9-7, 6-4, 6-3)
- 1935 : All India championships Allahabad, bat Franjo Punčec (4-6, 7-5, 6-3, 6-2)
- 1937 : South African championships, bat Vernon Kirby (6-2, 0-6, 4-6, 6-1, 6-0)

### Finales en simples
- 1934 : Yugoslavian international championships, battu par Franjo Punčec (6-3, 6-0, 6-3)
- 1935 : Yugoslavian international championships, battu par Franjo Punčec (6-,4 6-1, 7-5)
- 1936 : German Covered court championships, battu par Max Ellmer (6-4, 1-6, 6-2, 6-4)
- 1938 : Argentine championships, battu par Franjo Punčec (2-6, 6-4, 7-5, 6-0)
- 1938 : Welsh championships, battu par George Lyttleton-Rogers